# L'avventura del carbonchio azzurro
L'avventura del carbonchio azzurro (The Adventure of the Blue Carbuncle) è un racconto giallo del 1892, il settimo dei 56 che vedono protagonista Sherlock Holmes scritti dall'autore britannico Arthur Conan Doyle. La storia fu pubblicata originariamente nel 1892 nel numero di gennaio della rivista The Strand Magazine e fu la settima ad essere inclusa alla raccolta Le avventure di Sherlock Holmes.

## Trama
Nel periodo natalizio, i giornali riportano la notizia del furto del carbonchio azzurro, un gioiello dal valore inestimabile, dalla stanza di hotel della proprietaria, la contessa di Morcar. John Horner, idraulico pregiudicato, viene arrestato dalla polizia a causa della sua presenza sulla scena del crimine, nonostante egli si fosse professato innocente e la pietra non fosse ancora stata ritrovata.
Alcuni giorni dopo, Watson si reca in visita da Holmes, trovando il detective intento ad esaminare un vecchio e logoro cappello, portatogli dal commissario Peterson. Holmes spiega che il cappello è caduto, insieme a un'oca, ad un signore trovatosi coinvolto in una rissa con dei teppisti. Peterson, da persona onesta, li ha portati a Holmes con la speranza di rintracciare il proprietario; tuttavia, la presenza del nome Henry Baker su una targhetta legata alla zampa dell'animale è di poco aiuto, essendo un nome molto comune nella città di Londra. Il commissario decide dunque di cucinare l'oca e di lasciare il cappello a Holmes, che lo può così utilizzare come esercizio intellettuale.
Al termine della spiegazione, giunge di fretta il commissario Peterson con la pietra preziosa, spiegando sbigottito che il carbonchio è stato trovato da sua moglie nel gozzo dell'oca (in realtà le oche non sono provviste di gozzo, e ciò è considerato da alcuni il più grande errore di Conan Doyle). Rendendosi conto che l'identità di Henry Baker è ormai parte di un caso più importante del previsto, Holmes decide di provare a rintracciarlo. Basandosi sulle deduzioni fatte osservando il cappello, Holmes intuisce l'età, la posizione sociale, l'intelligenza e la situazione domestica dell'uomo, senza però riuscire a determinare se egli fosse consapevole di portare un oggetto di così grande valore.
In seguito all'annuncio pubblicato da Holmes sui principali quotidiani, Baker si presenta al 221B di Baker Street, confermando le deduzioni di Holmes. Quest'ultimo consegna a Baker un'oca appena comprata, spiegando che l'altra era già stata mangiata. Baker accetta entusiasta l'offerta, rifiutando di prendere con sé le interiora della sua oca, dando così a Holmes la prova di non essere al corrente della presenza della pietra preziosa. Tuttavia, prima di andarsene, Baker rivela a Holmes di aver acquistato l'oca all'Alpha Inn, una locanda nei pressi del British Museum.
Nel tentativo di comprendere come possa il gioiello essere finito nel gozzo di un'oca, Holmes e Watson si dirigono alla locanda, il cui proprietario li informa che l'oca era stata comprata da un venditore, tale Breckinridge, a Covent Garden. Giunti lì, il venditore si rifiuta di rivelare a Holmes dove abbia reperito le oche, lamentandosi dell'insistenza con cui già altri gli avevano chiesto la provenienza delle oche vendute all'Alpha Inn. Holmes, resosi conto di non essere l'unico a conoscenza del legame tra il carbonchio e l'oca, induce Breckinridge a rivelare che le oche erano state comprate dalla signora Oakshott, un'allevatrice di Brixton.
Pochi minuti dopo, mentre Holmes sta organizzando il viaggio a Brixton, si presenta da Breckinridge un altro tizio a chiedere informazioni sulle oche della signora Oakshott, venendo subito allontanato. Holmes e Watson invitano l'uomo — che rivela essere James Ryder, assistente capo all'Hotel Cosmopolitan — a Baker Street, dicendogli di sapere che sta cercando un'oca bianca con una striscia nera sulla coda.
Holmes dice a Ryder che l'oca, dopo morta, ha fatto un "bell'ovetto azzurro e scintillante"; Ryder, rendendosi conto che Holmes lo consegnerà alla polizia, cade nello spavento. Egli racconta poi della sua complicità con Catherine Cusak, cameriera personale della contessa, nel tentativo di far incastrare Horner grazie ai suoi precedenti. Egli fu tuttavia preso dal terrore in seguito al furto, e durante una visita a sua sorella — la signora Oakshott — decise di nascondere la pietra dandola da mangiare ad un'oca, che egli avrebbe in seguito ricevuto come regalo. Sfortunatamente, l'oca sfuggì alla presa di Ryder confondendosi tra le altre, e l'uomo porto via l'oca sbagliata; quando si rese conto dell'errore, le altre oche erano già state vendute. Ryder tentò di seguire la traccia, senza però riuscire ad ottenere informazioni da Breckinridge.
Essendo Natale, Holmes decide di non far arrestare Ryder, pensando che così facendo finirebbe soltanto per alimentare i suoi istinti criminali. Egli spiega inoltre che l'accusa contro Horner sarà lasciata cadere per assenza di testimoni, aggiungendo che non viene pagato dalla polizia per supplire alle sue manchevolezze.

## Adattamenti
Ci sono stati tre notevoli adattamenti di questa storia da parte di BBC Radio:
- Il 13 marzo 1995 con John Gielgud e Ralph Richardson;
- Il 25 dicembre 1961 con Carleton Hobbs e Norman Shelley;
- Il 2 gennaio 1991 con Clive Merrison e Michael Williams.[3]

Peter Cushing ha dato il volto a Holmes nella serie BBC del 1964, e "Il Carbonchio Azzurro" è uno dei soli sei episodi rimasti. Questa versione inizia con il rifiuto di Holmes verso la contessa ad assumere personalmente il caso e finisce con la riconsegna della pietra da parte dello stesso Holmes.
L'episodio della serie televisiva Le avventure di Sherlock Holmes con Jeremy Brett è abbastanza fedele all'originale, sebbene nel finale Holmes decida di tenere per sé la pietra.
La storia è stata illustrata nel 1993 per la rivista Boys' Life, seppur con alcune modifiche: il gioiello viene chiamato "Morcar Blue Diamond", Holmes consegna Ryder e la cameriera alla polizia e Holmes riceve una ricompensa per la restituzione del diamante, che utilizza per istituire un trust con gli "Irregolari di Baker Street", in modo da pagare la loro istruzione formale.
La serie televisiva a cartoni animati Sherlock Holmes - Indagini dal futuro contiene un adattamento della storia, in cui l'oca è sostituita con un giocattolo blu chiamato "carbonchio" e la pietra con un microprocessore.
Nel quindicesimo episodio delle serie televisiva Elementary, Holmes menziona il "caso del carbonchio azzurro" parlando con Joan Watson.
Nell'episodio La casa vuota, il primo della terza stagione della serie televisiva Sherlock, Holmes e Mycroft si sfidano a dedurre più informazioni possibili da un cappello, con evidente riferimento a L'avventura dell'interprete greco. Parlando della dimensione della testa, Sherlock si lascia sfuggire un riferimento alla frenologia contenuta nel racconto, in cui egli deduce che il proprietario del cappello è intelligente basandosi sulla dimensione della sua testa.